# Природно-заповідний фонд Монастириського району
Станом на 1 січня 2017 року на території Монастириського району є 30 територій та об'єктів природно-заповідного фонду загальною площею 8670,36 га:
- 1 національний природний парк загальною площею 548,94 га,
- 1 регіональний ландшафтний парк загальною площею 3967,0 га,
- 3 заказники місцевого значення загальною площею 4025,0 га:
  - 1 ботанічний заказник загальною площею 14,0 га,
  - 2 загальнозоологічні заказники загальною площею 4011,0 га,
- 24 пам’ятки природи місцевого значення загальною площею 123,42 га:
  - 5 геологічних пам’яток природи загальною площею 0,8 га,
  - 1 гідрологічна пам’ятка природи загальною площею 0,01 га,
  - 18 ботанічних пам’яток природи загальною площею 122,61 га,
- 1 парк-пам’ятка садово-паркового мистецтва місцевого значення 6,0 га.

Входить до складу територій ПЗФ інших категорій 9 об'єктів загальною площею 391,44 га.
Фактично в Монастириському районі 29 територій та об'єктів природно-заповідного фонду загальною площею 8278,92, що становить 14,83 % території району.

## Природні парки
| №                             | Назва території або об'єкта | Площа, га | Рішення про створення (зміну) | Розташування | Керуюча організація | Світлина, альбом |
| ----------------------------- | --------------------------- | --------- | ----------------------------- | ------------ | ------------------- | ---------------- |
| Національний природний парк   |                             |           |                               |              |                     |                  |
| 1.                            |                             |           |                               |              |                     |                  |
| Регіональний ландшафтний парк |                             |           |                               |              |                     |                  |
| 1.                            |                             |           |                               |              |                     |                  |

## Заказники
| №                                               | Назва території або об'єкта | Площа, га | Рішення про створення (зміну) | Розташування | Керуюча організація | Світлина, альбом |
| ----------------------------------------------- | --------------------------- | --------- | ----------------------------- | ------------ | ------------------- | ---------------- |
| Ботанічні заказники загальнодержавного значення |                             |           |                               |              |                     |                  |
| 1.                                              |                             |           |                               |              |                     |                  |
| Ботанічні заказники місцевого значення          |                             |           |                               |              |                     |                  |
| 1.                                              |                             |           |                               |              |                     |                  |

## Пам'ятки природи
| №                                                | Назва території або об'єкта | Площа, га | Рішення про створення (зміну) | Розташування | Керуюча організація | Світлина, альбом |
| ------------------------------------------------ | --------------------------- | --------- | ----------------------------- | ------------ | ------------------- | ---------------- |
| Геологічні пам'ятки природи місцевого значення   |                             |           |                               |              |                     |                  |
| 1.                                               |                             |           |                               |              |                     |                  |
| Гідрологічні пам'ятки природи місцевого значення |                             |           |                               |              |                     |                  |
| 1.                                               |                             |           |                               |              |                     |                  |
| Ботанічні пам'ятки природи місцевого значення    |                             |           |                               |              |                     |                  |
| 1.                                               |                             |           |                               |              |                     |                  |

## Парки-пам'ятки садово-паркового мистецтва
| №  | Назва території або об'єкта | Площа, га | Рішення про створення (зміну) | Розташування | Керуюча організація | Світлина, альбом |
| -- | --------------------------- | --------- | ----------------------------- | ------------ | ------------------- | ---------------- |
| 1. |                             |           |                               |              |                     |                  |

| №   | Назва території або об'єкта                           | Площа, га | Рішення про створення (зміну) | Розташування | Керуюча організація | Світлина, альбом |
| --- | ----------------------------------------------------- | --------- | --- | --- | --- | ---------------- |
| 2   | Дністровський каньйон                                 | 10829.18  | Борщівський, Бучацький, Заліщицький, Монастириський райони, кв.кв. 5-13, 16-24, 49, 50, 55-67, 69, 74, 86-88 Дорогичівського лісництво, кв.кв. 33, 50-52, 54-66, 69-80 Язловецьке лісництво, кв.кв. 21, 23-30, 71, 80-83 Золотопотіцьке лісництво, кв.кв. 83-86 Коропецьке лісництво ДП «Бучацьке лісове господарство», кв.кв. 56-62 Наддністрянського лісництво, кв.кв. 16 вид. 1 Гермаківське лісництво, кв.кв. 52-54, 58-61, 80-83, 90-93 Мельнице-Подільське лісництво, кв.кв. 11, 31-35, 21, 27, 37, 42, 45-48, 38-42, 64, 74-85 Заліщицьке лісництво, кв. 2 вид.7 Шупарське лісництво ДП «Чортківське лісове господарство» | Міністерство екології та природних ресурсів України, Державне підприємство «Бучацьке лісове господарство» — 4640,14 га, Державне підприємство «Чортківське лісове господарство» — 2334,7, ВАТ «Тернопільобленерго» — 250,35 га, Дністровська ГЕС-1 ПАТ «Укргідроенерго» — 73,4 га, Тернопільський національний економічний університет — 4,5 га, Чортківський державний коледж — 6,2 га, Більче-Золотецька сільська рада — 11,0 га, Служба автомобільних доріг у Тернопільській області — 2,7 га, Дочірнє підприємство — оздоровчий комплекс «Лісовий» ЗАТ по туризму та екскурсіям «Тернопільтурист», ПП Юрків В. М. — 1,71, Бучацький міжгосподарський дитячий заклад «Лісовий дзвіночок» — 4,0 га, ПП «Кромвель» — 5,48 га, відокремлений підрозділ національного університету біоресурсів і природокористування України Заліщицький аграрний коледж ім. Є. Храпливого — 245,7 га, Бучацька районна державна адміністрація — 733,3 га, Борщівська районна адміністрація — 702,8 га, Заліщицька райдержадміністрація — 1416,67 га, Монастириська райдержадміністрації- 388,0 га | Указ Президента України від 03.02.2010 р. № 96/2010                                                                         |                  |
| 1   | Регіональний ландшафтний парк «Дністровський каньйон» | 42084.0   | Борщівський, Заліщицький, Бучацький і Монастириський райони, пн. межа проходить вздовж автошляху між селами Діброва, Коропець, Берем'яни, Свершківці, Хмелева, Дорогичівка, Шутроминці, Нирків, Нагіряни, Торське, Глушка, Бедриківці, Городок, Синьків, Колодрібка, Устя, Мельниця-Подільська, Дзвиняч, Урожайне, Вигода, Окопи, пд. межа — по р. Дністер | Монастириський район — 3418,06 га Коропецька селищна, Гориглядівська, Вістрянська, Вербківська сільські ради, Бучацький район — 4384,99 га Стінківська, Порохівська, Космиринська, Сновидівська, Возилівська, Миколаївська, Костільницька, Скоморохська, Русилівська, Ліщинецька, Дулібська, Жниборідська, Берем'янська, Язловецька сільські ради; Заліщицький район — 11984,47 га Колодрібська, Синьківська, Зозулинецька, Кулаківська, Городоцька, Бедриківська, Касперівська, Добрівлянська, Зеленогіївська, Зозулинька, Устечківська, Іване-Золотецька, Торська, Нирківська, Дорогичівська, Литяцька, Шутроминська, Хмелівська сільські, Заліщицька міська ради, Борщівський район — 12435,2 га Бабинецька, Пилипчанська, Горошівська, Іване-Пустенська, Худиківська, Вільхівецька, Дністровська, Урожайнівська, Вигодська сільські, Мельнице-Подільська селищна ради | Рішення ВК ТОР від 30.08.1990 р. № 191 та від 29.11. 1990 р. № 273                                                          |                  |
| 20  | Горожанка                                             | 14.0      | Монастириський район, поблизу сіл Підлісне та Горожанка, Завалівське лісництво, кв. 42 вид. 20, лісове урочище «Горожанка» | ДП «Бережанське лісомисливське господарство» | Рішення ВК ТОР від 30.08.1990 р. № 189                                                                                      |                  |
| 19  | Ковалівський                                          | 2959.0    | Монастириський район, с. Ковалівка, Криницьке лісництво, кв. 56-63, лісове урочище «Ковалівка», прилеглі до лісового урочища угіддя | Монастириська районна організація УТМР | Рішення ВК ТОР від 30.06.1986 р. № 198                                                                                      |                  |
| 20  | Криниця                                               | 1052.0    | Монастириський район, Криницьке лісництво, кв. 13-37, лісове урочище «Криниця» | Монастириська районна організація УТМР | Рішення ВК ТОР від 30.06.1986 р. № 198                                                                                      |                  |
| 28  | Відслонення середнього девону в Коржовій              | 0.3       | Монастириський район, с. Коржова, правий схил р. Золота Липа, у кар'єрі | ВАТ «Коржівський спеціалізований гірничо-дробарний кар'єр» | Рішення ВК ТОР від 27.12.1976 р. № 637                                                                                      |                  |
| 29  | Відслонення юрських відкладів                         | 0.2       | Монастириський район, с. Лука, на лівому віддаленому схилі р. Дністер, нижче села по течії | Устя-Зеленська сільська рада | Рішення ВК ТОР від 19.11.1984 р. № 320                                                                                      |                  |
| 35  | Відслонення міоценових відкладів                      | 0.1       | Монастириський район, с. Чехів, долина р. Коропець | Чехівська сільська рада | Рішення ВК ТОР від 26.12.1983 р. № 496                                                                                      |                  |
| 43  | Відслонення девону № 1 у селі Вістря                  | 0.15      | Монастириський район, с. Вістря, лівий берег р. Дністер, за 50 метрів вище від села | Вістрянська сільська рада | Рішення ВК ТОР від 26.12.1983 р. N496                                                                                       |                  |
| 44  | Відслонення девону № 2 в селі Вістря                  | 0.15      | Монастириський район, с. Вістря, лівий берег Дністра, за 100 метрів вище від села по течії | Вістрянська сільська рада | Рішення ВК ТОР від 26.12.1983 р. № 496                                                                                      |                  |
| 42  | Джерело в Маркові                                     | 0.01      | Монастириський район, с. Маркова, Монастириське лісництво, кв. 20 вид. 6, лісове урочище «Маркова» | ДП «Бучацьке лісове господарство» | Рішення ВК ТОР від 14.03.1977 р. № 131                                                                                      |                  |
| 8   | Вістрянська діброва                                   | 9.7       | Монастириський район, с. Діброва, Коропецьке лісництво, кв. 83 вид. 11, кв. 84 вид. 1, лісове урочище «Вістря» | ДП «Бучацьке лісове господарство» | Рішення ВК ТОР від 14.03.1977 р. № 131                                                                                      |                  |
| 9   | Коропецька діброва                                    | 20.0      | Монастириський район, с. Залісся, Коропецьке лісництво, кв. 28 вид. 5, лісове урочище «Коропець» | ДП «Бучацьке лісове господарство» | Рішення ВК ТОР від 14.03.1977 р. № 131                                                                                      |                  |
| 28  | Яргорівська бучина № 1                                | 26.0      | Монастириський район, с. Яргорів, Криницьке лісництво, кв. 5 вид. 2, лісове урочище «Яргорів» | ДП «Бучацьке лісове господарство» | Рішення ВК ТОР від 26.12.1983 р. № 496                                                                                      |                  |
| 29  | Яргорівська бучина № 2                                | 27.6      | Монастириський район, с. Яргорів, Криницьке лісництво, кв. 6 вид. 1, лісове урочище «Яргорів» | ДП «Бучацьке лісове господарство» | Рішення ВК ТОР від 05.11.1981 р. № 589                                                                                      |                  |
| 30  | Яргорівська бучина № 3                                | 11.0      | Монастириський район, с. Яргорів, Монастириське лісництво, кв. 71 вид. 1, лісове урочище «Яргорів» | ДП «Бучацьке лісове господарство» | Рішення ВК ТОР від 05.11.1981 р. № 589                                                                                      |                  |
| 31  | Марковецька бучина                                    | 3.4       | Монастириський район, с. Маркова, Монастириське лісництво, кв. 26 вид. 7, лісове урочище «Маркова» | ДП «Бучацьке лісове господарство» | Рішення ВК ТОР від 05.11.1981 р. № 589                                                                                      |                  |
| 32  | Монастириська бучина                                  | 3.8       | Монастириський район, с. Заварівка, Монастириське лісництво, кв. 23 вид. 9, лісове урочище «Маркова» | ДП «Бучацьке лісове господарство» | Рішення ТОР від 25 .04.1996 р. № 90                                                                                         |                  |
| 50  | Лісові культури модрини європейської                  | 6.7       | Монастириський район, с. Садове, Коропецьке лісництво, кв. 63 вид. 5, лісове урочище «Коропець» | ДП «Бучацьке лісове господарство» | Рішення ТОР від 25.04.1996 р. № 90                                                                                          |                  |
| 59  | Коропецька ясенина                                    | 1.3       | Монастириський район, с. Садове, Коропецьке лісництво, кв. 48 вид. 1, лісове урочище «Коропець» | ДП «Бучацьке лісове господарство» | Рішення ВК ТОР від 05.11.1981 р. № 589                                                                                      |                  |
| 60  | Коропецька грабина                                    | 9.0       | Монастириський район, с. Коропець, Коропецьке лісництво, кв. 43 вид. 4, лісове урочище «Коропець» | ДП «Бучацьке лісове господарство» | Рішення ВК ТОР від 05.11.1981 р. № 589                                                                                      |                  |
| 63  | Сосна чорна коропецька № 1                            | 2.3       | Монастириський район, с. Діброва, Коропецьке лісництво, кв. 85 вид. 1, лісове урочище «Вістря» | ДП «Бучацьке лісове господарство» | Рішення ТОР від 25.04.1996 р. № 90                                                                                          |                  |
| 64  | Сосна чорна коропецька № 2                            | 0.8       | Монастириський район, с. Діброва, Коропецьке лісництво, кв. 85 вид. 3, лісове урочище «Вістря» | ДП «Бучацьке лісове господарство» | Рішення ТОР від 25.04.1996 р. № 90                                                                                          |                  |
| 69  | Дуб звичайний (1 дерево)                              | 0.01      | Монастириський район, с. Залісся, Коропецьке лісництво, кв. 27 вид. 1, лісове урочище «Коропець» | ДП «Бучацьке лісове господарство» | Рішення ТОР від 18.03.1994 р.                                                                                               |                  |
| 70  | Дуб звичайний (1 дерево)                              | 0.01      | Монастириський район, с. Залісся, Коропецьке лісництво, кв. 29 вид. 5, лісове урочище «Коропець» | ДП «Бучацьке лісове господарство» | Рішення ТОР від 18.03.1994 р.                                                                                               |                  |
| 71  | Дуб звичайний (3 дерева)                              | 0.03      | Монастириський район, с. Залісся, Коропецьке лісництво, кв. 29 вид. 1, лісове урочище «Коропець» | ДП «Бучацьке лісове господарство» | Рішення ТОР від 18.03.1994 р.                                                                                               |                  |
| 138 | Дуб Степана Дудяка                                    | 0.04      | Монастириський район, Криницьке лісництво кв. 59, вид. 2.1, у межах лісового урочища «Ковалівка», поблизу с. Савелівна Монастириського району | ДП «Бучацьке лісове господарство» | Рішення ТОР від 14.04.2011 р. № 1149                                                                                        |                  |
| 179 | Монастириські ясени                                   | 0.02      | Монастириський район, м. Монастириська, вул. Шевченка,69, поряд із Церквою Пресвятої Богородиці Української автокефальної православної церкви | Монастириський комбінат комунальних підприємств | Рішення ВК ТОР від 17.11.1969 р. № 747                                                                                      |                  |
| 265 | Теребіш                                               | 0.9       | Монастириський район, с. Вербка, кв. 38 вид. 11 Монастирське комунальне лісогосподарське підприємство | Монастирське комунальне лісогосподарське підприємство | Рішення ТОР від 18.06.2009 р. № 620                                                                                         |                  |
| 3   | Коропецький парк, (залишки)                           | 6.0       | Монастириський район, с. Коропець, садиба школи-інтернату | Коропецька комунальна середня школа-інтернат для дітей-сиріт | Рішення ВК ТОР від 20.12.1968 р. № 870, 24.12.1972 р. № 228, зі змінами, затвердженими рішенням ТОР від 27.04.2001 р. № 238 |                  |